# Villa Garbáty
Villa Garbáty wird seit dem Ende des 20. Jahrhunderts der repräsentative Wohnsitz des Zigarettenfabrikanten Josef Garbáty im Berliner Ortsteil Pankow des gleichnamigen Bezirks genannt. Das Gebäude mit dem Haupteingang in der Berliner Straße 123/124 ist seit den 1980er Jahren ein Baudenkmal. Nach einigem Leerstand ab 1990 und Zwischennutzung als Parteizentrale der rechtskonservativen Partei Die Republikaner, ist sie Sitz der Libanesischen Botschaft in Berlin.

## Geschichte

### Produktionshallen, Lagergebäude und ein Wohnhaus entstehen
Bereits ab etwa 1876 entstanden in Pankow auf dem Grundstück, das sich winkelförmig bis zur Hadlichstraße und zur Breiten Straße erstreckt, Fabrikations-, Lager- und Verwaltungsgebäude für eine Zigarettenfabrik.
Das Haus in der Berliner Straße 126/127 wurde um 1890 als Wohnsitz des Zigarettenfabrikanten Josef Garbáty errichtet. Die Villa ist ein zweigeschossiger Putzbau mit ausgebautem Mansarddach im historisierenden Baustil. In diesem Haus wohnte die Familie Garbáty bis zum Tod des Firmengründers im Jahr 1939.
Die meisten der auf dem Gelände errichteten Bauten entstanden nach Entwürfen des Architekten Paul Überholz. Für den langgestreckten fünfgeschossigen Fabriktrakt entlang der Hadlichstraße lieferte dagegen Fritz Höger die Baupläne. Der Rasterbau in sachlichen Formen der Industriearchitektur besitzt eng gereihte vertikale Vorlagen. Die Zwischenräume der Fensterreihen sind mit weißen Klinkern ausgekleidet.
Insgesamt waren die Parzellen Berliner Straße 122–126 im Besitz der Garbátys. Nummer 122 war ein größeres Miethaus, die Nummern 123/124 wurden direkt für die Garbáty Zigarettenfabrik KG mit einer Wohnung für den Wächter ausgewiesen, Nummer 125 gehörte zum Garten und Nummern 126/127 war die Adresse für die Wohnvilla. Noch im Jahr 1943 gibt das Adressbuch hier die Wohnungen für einen Betriebsleiter, einen Tabaksmeister und einen Wagenführer an. Daraus kann abgeleitet werden, dass die Fabrik in der NS-Zeit weiter ihre Zigaretten produzierte. Offenbar erfolgten nach dem Ende des Zweiten Weltkriegs Änderungen der Hausnummern.

### Wohnvilla wird Botschaftsgebäude und die Fabrik wird Volkseigentum
Nach dem Zweiten Weltkrieg fiel der Gesamtkomplex unter die Enteignungen. Die Villa diente in der DDR als Wohnsitz des bulgarischen Botschafters.
In den Fabrikationsanlagen etablierte sich der VEB Berliner Zigarettenfabrik und blieb dort bis zur Auflösung der DDR.

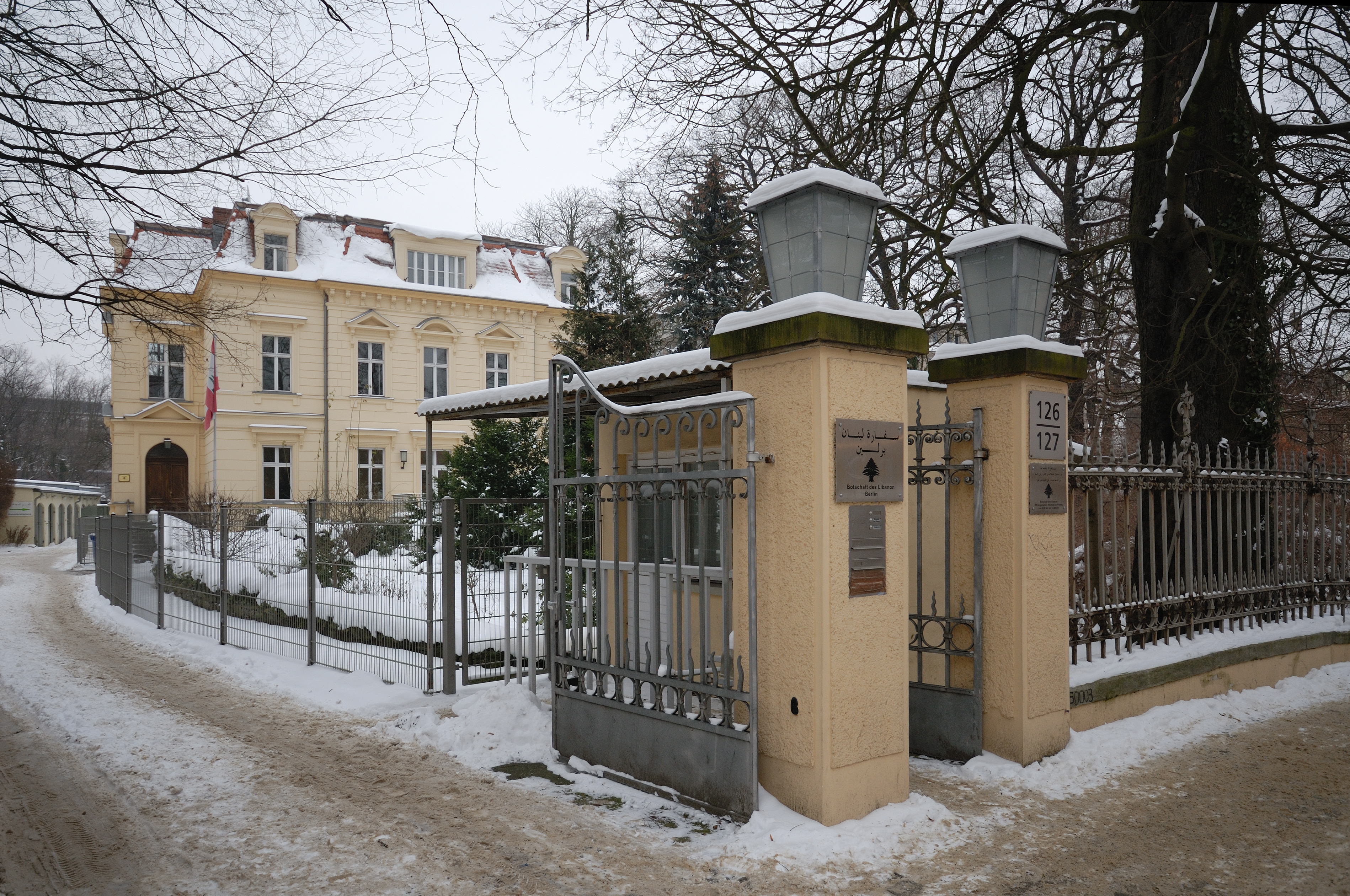
Die restaurierte Villa, seit 2005 Sitz der Libanesischen Botschaft, Winter 2010

Nach mehrjährigem Leerstand erwarb 1998 der Unternehmer Wolfgang Seifert (Gründungsmitglied und Geschäftsführender Vorsitzender der parteinahen Johann Gottlieb Fichte Stiftung der Partei Die Republikaner sowie Kandidat und Bundesschiedsrichter der Republikaner) das Gelände samt Villa. Von 1999 bis 2003 war die Villa an die Republikaner-Partei vermietet. Nach kompletter Renovierung zog hier die Botschaft des Libanon ein.
In dem ebenfalls zur früheren Garbatyschen Immobilie gehörenden Gebäude in der Breiten Straße 43 eröffnete im Jahr 2000 ein Kulturverein das Café Garbáty. Die Gaststätte zog bald darauf in die Mühlenstraße 30 um. Seit den 2010er Jahren wird das Gebäude an der Breiten Straße – zusammen mit dem ehemaligen Kulturhaus Pankow – vom Tanztheater Eden genutzt.